# Jiří Beneš (teolog)
Jiří Beneš (* 5. srpna 1961) je český teolog, biblista-starozákoník a vysokoškolský pedagog.

## Život
V roce 1986 absolvoval Komenského evangelickou bohosloveckou fakultu v Praze, v r. 1988 Teologický seminář Církve adventistů sedmého dne v Praze a roku 1997 získal titul doktora teologie na Evangelické teologické fakultě UK v Praze za práci "Exodus 28 a 39. Příspěvek k exegezi kultických látek". V současnosti je vedoucím katedry biblistiky a judaistiky na Husitské teologické fakultě.
Jiří Beneš je žákem prof. Jana Hellera. Spolu s ním i publikoval knihu "Poutní písně", která obsahuje výklad Žalmů 120 až 134. Sám pak vydal postilu "V moci Slova", úvahy "Ozvěny Izajášova volání" (novozákonní reflexe Izajášova textu), skriptum "Dvanáctka" (příručka ke studiu dvanáctí tzv. Malých proroků ve Starém zákoně) a výklad desatera ("Desítka").
Jiří Beneš přednáší, publikuje v různých periodikách a popularizuje Starý zákon na Českém rozhlase.

## Dílo
- Směrnice a řády. Zákoník v Páté knize Mojžíšově Praha : Advent-Orion, 2012. ISBN 978-80-7172-874-0
- Nevystižitelný Bůh? Rozhovory nad Biblí. Jiří Beneš, Petr Vaďura, Praha : Vyšehrad, 2010. ISBN 978-80-7429-070-1
- Pradějiny. Přepis rozhlasových rozhovorů. Jiří Beneš, Petr Vaďura, Praha : Kalich, 2010.
- Desítka. Desatero, aneb deset slov o Bohu a člověku. Praha : Návrat domů, 2008.
- Dvanáctka. Úvod do studia Malých proroků [ilustrace Jan Bárta]. Praha : Teologický seminář Církve adventistů sedmého dne, 2006.
- V moci Slova Praha : SGS, 2003.
- Poutní písně. Výklad žalmů 120-134 / Jan Heller, Jiří Beneš; [ilustrace Jan Bárta]. Praha : Advent-Orion, 2001.
- Exodus 28 a 39. Příspěvek k exegezi kultických látek [rukopis disertační práce na ETF] Praha, 1996.